# Kangru (Märjamaa)
Pour les articles homonymes, voir Kangru.
Kangru est un village de la Commune de Märjamaa du Comté de Rapla en Estonie.